# トーリック多様体
トーリック多様体（とーりっくたようたい、英toric variety）とは、直感的に言えば「トーラスが”ぎっしりと"詰まった特殊な代数多様体」のことであり、トーラス埋め込み（torus embedding）とも呼ばれる。代数幾何学で論じられるトーリック多様体は、強凸有理多面錐（cone）の集まりである扇（fan）によって記述できる。

## 概要
代数幾何学におけるトーリック多様体もしくはトーラス埋め込みとは、代数的トーラスを稠密な開部分集合として含む代数多様体であり、トーラス上の自身への作用を多様体全体に拡張できるようなものをいう。正規(normal)多様体であることを求める場合もある。代数幾何学において、トーリック多様体は重要かつ豊富な例を提供しており、さまざな定理の検証場所となっている。トーリック多様体の幾何は、対応する扇の組み合わせ論により完全に決定されるため、計算も行いやすい。特定のケース、とはいえトーリック多様体のごく一般的なクラスにおいて、この情報はまた超多面体（polytope）にコード化され、凸幾何学の問題と強いつながりを持つ。よく知られているトーリック多様体の例としては、アフィン空間や射影空間、射影空間の積および射影空間上の束がある。

## トーラスからのトーリック多様体
トーリック多様体を研究する元々の動機は、トーラスの埋め込みを研究することにあった。代数多様体 T が与えられると、指標の群 Hom(T,Cx) は格子を形成する。この格子の部分集合である点Aの集まり

が与えられると、各点はCへの写像を決定し、従ってその集まりは C|A| への写像を決定する。そのような写像の像のザリスキー閉包をとることにより、 アフィン多様体 が得られる。仮に格子点の集まり A が指標格子を生成する場合、この多様体はトーラス埋め込みである。同様のやり方で、上方の写像の射影閉包を取りこむことにより、それを射影空間のアフィンパッチ

の中への写像だと見なすことで、媒介変数表示（以後、パラメータ化）された射影トーリック多様体が生成するのである。
射影トーリック多様体が与えられると、1-パラメータの部分群によりその幾何を精査できるだろうことに気づく。格子内の点によって決定され、指標格子と双対をなす、各々の1-パラメータ部分群は射影トーリック多様体内部の穴あき曲線である。その多様体はコンパクトであるので、この穴あき曲線は一意的な極限点を持つ。したがって、穴あき曲線の極限点で1パラメータの部分群格子を分割することにより、多面体有理錐の集まりである格子扇が得られる。最高次元の錐は、これら穴あき曲線の極限、トーラス不動点に正確に対応している。

## 扇（fan）のトーリック多様体
N を有限階数の自由アーベル群とする。N内の強凸有理多面錐は原点に頂点を持った凸錐（Nの実ベクトル空間での）であり、原点を通る直線を含まない有限個のNのベクトルにより生成される。これらを以後、簡潔に「錐（cone）」と呼ぶこととする。
各々の錐 σ について、アフィントーリック多様体 Uσ はその双対錐の半群代数のスペクトルである。
扇（fan）とは、錐の集合であって、共通部分を取る操作や錐の面を取る操作に関して閉じているものをいう。
扇に対応するトーリック多様体は、扇に属するそれぞれの錐について対応するアフィントーリック多様体を構成し、それを「σ が τ の面であるとき、UσをUτの開部分多様体だとみなす」という同一視によって貼り合わせることによって得られる。逆に、強凸有理錐の全ての扇は対応するトーリック多様体を有する。
トーリック多様体に対応る扇には、多様体に関する重要なデータが凝縮している。例えば、扇に属する全ての錐が自由アーベル群 N の基底であるような部分集合によって生成される場合、多様体は滑らかである。

## トーリック多様体の射
Δ1 と Δ2 が格子 N1 と N2 の扇だとする。仮に、f が N1 から N2 への線型写像で、Δ1 のすべての錐の像がΔ2 の錐の中に含まれる場合、f は対応するトーリック多様体の間に射  f*を引き起こす。写像f： 写像 |Δ1| → |Δ2|が全射的（onto）である時に限り、写像 f*が固有であることが成り立つ、ここでの|Δ| はその錐の合併により与えられる扇Δの台（underlying）
となる空間である。

## 特異点の解消
トーリック多様体は、仮に最大次元の錐が格子の基底から生成されるならば、非特異である。
これは全てのトーリック多様体が、その最大錐を非特異トーリック多様体の錐に細分化することで構築されうる、別のトーリック多様体によって与えられた特異点解消を有することを意味する。

## 凸超多面体のトーリック多様体
N内の 有理な凸超多面体（convex polytope）

の扇は、固有の面の上方にある錐で構成される。超多面体のトーリック多様体とは、その扇のトーリック多様体である。この構造の多様体は、Nの双対にある有理な超多面体をとることができ、N内にてその極集合のトーリック多様体をとることができる。
トーリック多様体は、ファイバーがトーラス位相となるNの双対の中に、超多面体の写像を有する。例えば、複素射影平面（complex projective plane）CP2は3つの複素座標によって表される。
{\displaystyle |z_{1}|^{2}+|z_{2}|^{2}+|z_{3}|^{2}=1,\,\!}
ここでの総和は、射影写像での実際の拡大縮小（rescaling） 部分を構成するために選択され、座標は以下の U(1)の作用によってさらに識別されなければならない。
{\displaystyle (z_{1},z_{2},z_{3})\approx e^{i\phi }(z_{1},z_{2},z_{3}).\,\!}
トーリック幾何のアプローチで書くのなら、
{\displaystyle (x,y,z)=(|z_{1}|^{2},|z_{2}|^{2},|z_{3}|^{2}).\,\!}
座標 {\displaystyle x,y,z} は非負で、それらは三角形をパラメータ化する。
{\displaystyle x+y+z=1;\,\!}
つまりは、
{\displaystyle \quad z=1-x-y.\,\!}
この三角形は複素射影平面のトーリック基底(toric base)である。その一般的なファイバーは2-トーラスであり、{\displaystyle z_{1},z_{2}}の位相でパラメータ化される。 {\displaystyle z_{3}}の位相はU(1) 対称性により正の実数が選択される。
しかしながら、{\displaystyle z_{1},z_{2},z_{3}} の位相がそれぞれ重要でなくなるため、2-トーラスは三角形上の境界上の3つの異なる円、すなわち、{\displaystyle x=0}または{\displaystyle y=0}または{\displaystyle z=0}に退化する。
トーラス内の円の正確な向きは、通常、直線区間（この場合、三角形の辺）の傾きにより表される。

## ミラー対称性との関連
トーリック多様体の考え方はミラー対称性にとって有用である、というのも超多面体情報としての特定の扇情報の解釈が、ミラー多様体の幾何学的構成を導くからである。